# Laylah Ali
Laylah Ali (* 9. Mai 1968 in Buffalo) ist eine US-amerikanische bildende Künstlerin mit afroamerikanischen Wurzeln. Ihre Werke mit figürlich bestimmter, klarer Bildkomposition suggerieren eine leichte Lesbarkeit und erinnern an Comic-Strips.

## Leben und Werk
Ali ging in Williamstown im Bundesstaat Massachusetts zur Schule und machte 1991 am dortigen Williams College ihren Master of Arts. 1992 nahm sie an einem Förderprogramm des Whitney Museum of American Art in New York City teil und absolvierte 1993 einen Aufenthalt an der Skowhegan School of Painting and Sculpture in Skowhegan. Ali erhielt ihren Master of Fine Arts 1994 von der Washington University in St. Louis. Sie lebt und arbeitet in Williamstown und ist derzeit Professorin für Kunst am Williams College.
In ihrer bekanntesten und längst-laufenden Serie mit braunhäutigen und geschlechtsneutralen Greenheads werden kleinformatige Gouache-Gemälde und Zeichnungen auf Papier gebracht. Sie sind mit sauberem Farbauftrag und glatter Bildoberfläche ausgeführt. Die eingängige Bildsprache verführt zu leichter Lesbarkeit, die abrupt unterbrochen wird, wenn ihre Figuren beginnen zu schreien, zu lechzen oder versuchen, den Betrachter zu verschlingen. Die Darstellungen sind konsequent ohne Sprechblasen. Dies impliziert eine Sprachlosigkeit, die mit einer Unvermeidbarkeit des Dargestellten einhergeht. Die Konflikte, die auf ihren Papieren ausgetragen werden, enden mit Amputationen, Aufspießungen, Hängungen oder Selbstmordattentaten. Die Künstlerin verzichtet als künstlerische Strategie bewusst auf Bildtitel, um die Ambivalenz und die bildsprachliche Bedeutungskraft bestmöglich hervorzubringen.

## Rezeption
Ali hatte zahlreiche Einzelausstellungen wie beispielsweise im Museum of Modern Art in New York City, im Museum of Contemporary Art in Chicago, im Institute of Contemporary Art in Boston und in der Pennsylvania Academy of Fine Arts. Im Jahr 2004 wurde ihre Arbeit für die Whitney Biennial ausgewählt.